# Dorit Hanak
Dorit Hanak-Tscharré (* 15. November 1938 in Baden bei Wien; † 23. Oktober 2021 in Graz) war eine österreichische Opernsängerin (Lyrischer Koloratursopran).

## Leben
Nach ihrer allgemeinen Schulausbildung wurde Hanak an der Akademie für Musik und darstellende Kunst in Wien ausgebildet. Weiters war sie Gewinnerin des Concours International de Chant in Lüttich. Sie debütierte in Gelsenkirchen, ab 1958 war sie drei Jahrzehnte Ensemblemitglied der Grazer Oper. Zusätzlich war sie lange Jahre an der Wiener Volksoper und am Staatstheater Wiesbaden engagiert. Man hörte sie im Rahmen des Mozartensembles der Wiener Staatsoper, mit welchem sie auch im europäischen Ausland gastierte. Gastspiele, Opern- und Konzerttourneen führten sie zu den Festspielen von Aix-en-Provence, Gent, Glyndebourne und Milwaukee, in viele bedeutende Opernhäuser und Konzertsäle in ganz Europa, so nach Barcelona (Gran Teatre del Liceu), Berlin, Brüssel (La Monnaie), Hamburg, London (Royal Albert Hall) und in den Wiener Musikverein. In den Vereinigten Staaten trat sie u. a. in den Städten Chicago, Philadelphia, San Francisco, Seattle, Washington, D.C. und der Hollywood Bowl in Los Angeles in Erscheinung, daneben beispielsweise auch in Ländern wie Kanada, Israel und Kenia.
Dorit Hanak feierte in über 120 Partien Erfolge auf der Opernbühne, ihre Glanzrolle war die Sophie in Richard Strauss’ Der Rosenkavalier. In Sendungen der Eurovision, Opern- und Operettenfilmen, Fernsehshows, auf Platte und für den Rundfunk kann man ihre Stimme noch heute erleben. Dabei traf sie auf Künstlerpersönlichkeiten wie Peter Alexander, Nicolai Gedda, Paul Hörbiger, Udo Jürgens, Max Lorenz, Giuseppe Di Stefano und Robert Stolz.
Zuletzt unterrichtete Dorit Hanak im Rahmen des American Institute of Musical Studies (AIMS).
Am 21. Oktober 2021 starb sie – kurz vor ihrem 83. Geburtstag – in Graz und wurde am 8. November 2021 am St. Peter Stadtfriedhof beerdigt.

## Filmografie (Auswahl)
- 1961: Don Pasquale (ORF)
- 1962: Meine Schwester und ich (BR)
- 1964: Der Kardinal (ORF)
- 1966: Ein Hofball für den Walzerkönig (WDR u. a.)

## Ehrungen (Auswahl)
- Verleihung des Berufstitels Professor[3]
- Silbernes Ehrenzeichen der Stadt Graz[3]
- Goldenes Ehrenzeichen der Stadt Graz[3]
- Goldene Medaille für Verdienste um die Republik Österreich (13. Klasse)[4][5]
- Goldenes Ehrenzeichen für Verdienste um die Republik Österreich (9. Klasse)[3]
- Großes Ehrenzeichen für Verdienste um die Republik Österreich (8. Klasse)[3]